# Agiabampo Dos
No confundir con: «Agiabampo Número Dos», para otros usos véase «Agiabampo (desambiguación)»
Agiabampo Dos es una ranchería del Municipio de Huatabampo ubicado en el sur del estado mexicano de Sonora, cercano a la costa del Mar de Cortés y el límite divisorio con el vecino estado de Sinaloa. Según los datos del  Censo de Población y Vivienda realizado en 2010 por el Instituto Nacional de Estadística y Geografía (INEGI), Agiabampo Dos tiene un total de 153 habitantes.